# Фрідріх Роґауш
Фрідріх Роґауш (нім. Friedrich Rogausch; 5 жовтня 1886 — після 1944) — німецький діяч часів Третього рейху. Очільник декількох міст Німеччини, Польщі, України.

## Життєпис
Про молоді роки замало відомостей. Народився у 1886 році. Рано приєднався до Націонал-соціалістичної робітничої партії Німеччини. Зробив швидку кар'єру в СС. Уже на початку 1930-х років був Штурмбаннфюрером. Діяв у Кельні.
У 1934 році призначено бургомістром Нойштеттіна (Померанія). 20 квітня 1935 року стає оберштурмбаннфюрером. Організував у місті щорічний карнавал на кшталт Кельнського. У квітні 1939 року призначено обербургомістром Шнайдемюля. Перебував на посаді до кінця 1940 року. Тут організував депортацію єврейського населення до концтаборів та конфіскацію усього його майна. 1941 року стає комісаром-обербургомістром Гогензальца. Спрямував зусилля на придушення польського населення.
Відомо, що у листопаді був штадкомісаром (міським комісаром) Полтави. Можливо, дістав призначення дещо раніше. Наприкінці листопада того ж року призначено обербургомістром Києва. 18 грудня 1941 року наказав закрити усі дитячі садочки і школи. Перебував на посаді до першої половини 1942 року.
З кінця липня 1942 року стає київським штадкомісаром. Перебував на посаді до 1943 року. В цей час упровадив заборони на ринкову та будь-яку несанкціоновану торгівлю, пересування містян до села. Водночас розгорнув агітацію для набору населення для відправлення на роботу до Німеччини. Саме в його каденцію відбувся футбольний «Матч смерті». Після цього Фрідріх Роґауш заборонив подібні футбольні зустрічі.
Водночас виконував обов'язки голови кадрів 42-ї секції СС (SS-Abschnitt XXXXII), що розташовувалася в Гнезно. З 1943 року обіймав посаду обербургомістра Мемеля. Остання згадка відноситься до 1944 року.